# Sélexipag

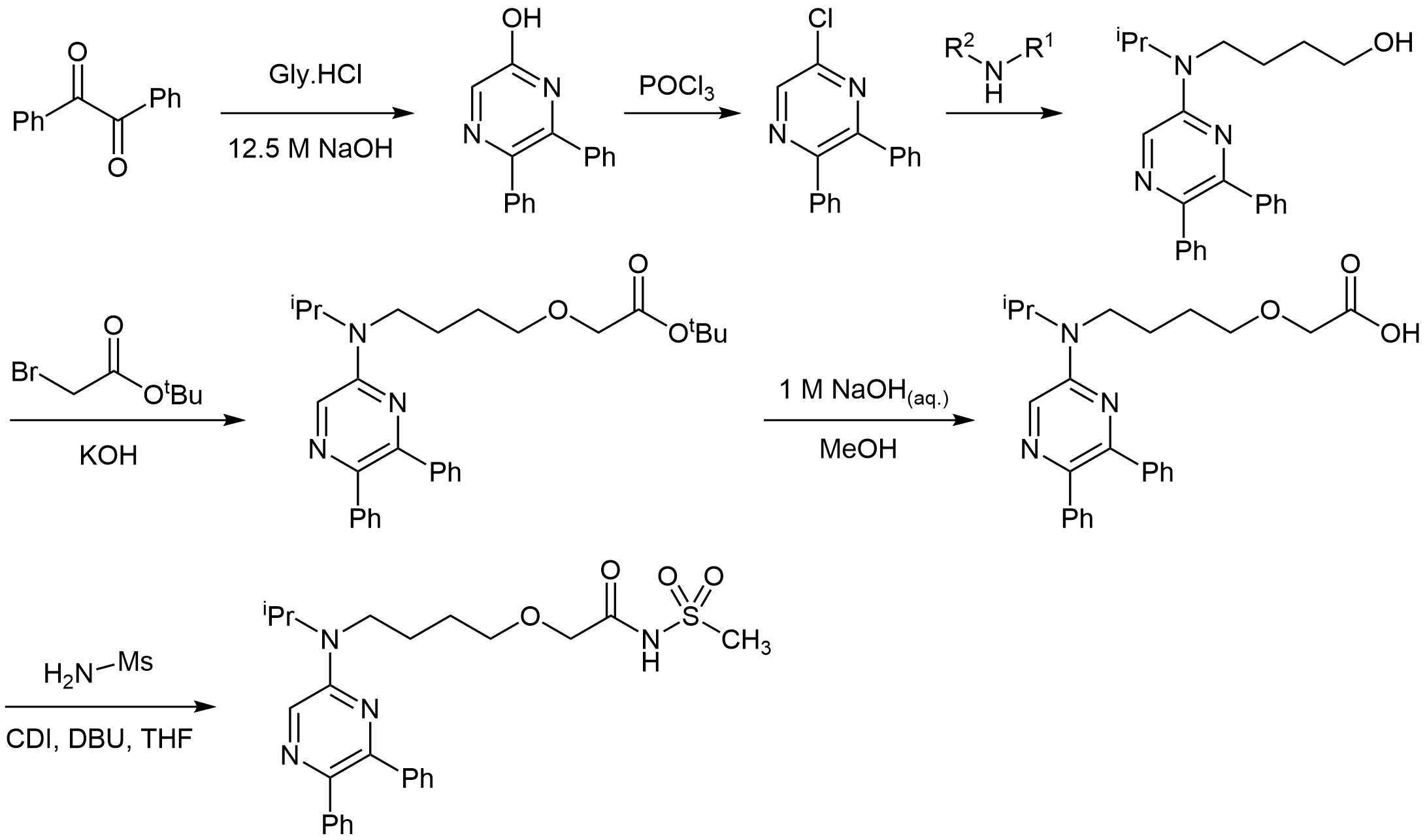
Synthèse de Selexipag.

Le sélexipag est une molécule agoniste des récepteurs à la prostacycline et utilisé dans le traitement de l'hypertension artérielle pulmonaire.

## Efficacité
Il améliore les paramètres hémodynamiques (dont les résistances vasculaires pulmonaires). Il réduit la morbi-mortalité de la maladie.